# Wapen van Aengwirden

Het wapen van Aengwirden

Het wapen van Aengwirden werd op 1 oktober 1816 per besluit door de Hoge Raad van Adel aan de Friese gemeente Aengwirden bevestigd. Vanaf 1 juli 1934 is het wapen niet langer als gemeentewapen in gebruik omdat de gemeente Aengwirden opging in de gemeente Heerenveen. In het (heraldisch gezien) linkerdeel van het wapen van Heerenveen is een boom en twee turven overgenomen van het wapen van Aengwirden.

## Blazoenering
De blazoenering van het wapen luidt als volgt:
Van zilver, beladen met 3 groene boomen, tusschen welker stammen 4 zwarte turven op een groene grond. Het schild gedekt met een kroon van goud.

## Verklaring
De site Nederlandse Gemeentewapens geeft geen verklaring voor deze wapen. Voor wapens waarop dergelijke zwarte turven worden afgebeeld wordt veelal turfwinning in vroegere tijden gesymboliseerd. Dit was ook bij Aengwirden het geval. Het aantal van vier stuks zou kunnen duiden op het aantal dorpen in de toenmalige gemeente, Gersloot, Luinjeberd, Terband en Tjalleberd die vroeger aan één doorlopende weg met bomen hebben gestaan. Het bijzondere van deze dorpen zijn dat ze alle vier elk een oud dorpswapen met een devies hebben.

## Verwante wapens

Wapen van Heerenveen

Aengwirden
· Baarderadeel
· Barradeel
· Het Bildt
· Bolsward
· Boornsterhem
· Dokkum
· Dongeradeel
· Doniawerstal
· Ferwerderadeel
· Franeker
· Franekeradeel
· Gaasterland
· Gaasterland-Sloten
· Haskerland
· Hemelumer Oldeferd
· Hennaarderadeel
· Hindeloopen
· Idaarderadeel
· IJlst
· Kollumerland en Nieuwkruisland
· Leeuwarderadeel 
· Lemsterland
· Littenseradeel
· Menaldumadeel
· Nijefurd
· Oostdongeradeel
· Rauwerderhem
· Schoterland
· Skarsterlân
· Sloten
· Sneek
· Stavoren
· Utingeradeel
· Westdongeradeel
· Wonseradeel
· Workum
· Wymbritseradeel